# 569484 Irisdement
569484 Irisdement è un asteroide della fascia principale. Scoperto nel 2005, presenta un'orbita caratterizzata da un semiasse maggiore pari a 2,2060446 au e da un'eccentricità di 0,1920846, inclinata di 5,66038° rispetto all'eclittica.